# Краус, Дженнифер
Дженнифер Линн Краус (англ. Jennifer Lynne Crouse; родилась 23 мая 1977 года, Фрипорт, штат Иллинойс, США) — американская профессиональная баскетболистка, которая выступала в женской национальной баскетбольной лиге. На драфте ВНБА 1999 года не была выбрана ни одной из команд. Играла в амплуа центровой. В 2009 году она была включена в сборную всех звёзд ЖНБЛ.

## Ранние годы
Дженнифер родилась 23 мая 1977 года в небольшом городке Фрипорт (штат Иллинойс) в семье Джеральда Крауса и Кристин Картер, училась она там же в одноимённой средней школе, в которой выступала за местную баскетбольную команду.